# 나쉬드
나쉬드(nasheed, 아랍어: أناشيد, 의미: "찬송가") 또는 성악곡(聖樂曲)은 찬송가와 부분적으로 일치하는 성악곡으로, 이슬람의 특정한 스타일이나 전통에 따라 아카펠라 또는 악기와 함께 불리는 작품이다.
나쉬드는 이슬람 세계 전역에서 인기가 있다. 나시드의 소재와 가사는 보통 이슬람교, 역사, 종교, 그리고 현재의 사건들을 언급한다.

## 악기에 관한 학자
일부 울라마는 하디스에서 악기 사용이 암묵적으로 금지되어 있다고 주장한다. 네 개의 주요 마드하브들 - 이슬람 사상의 학파들 - 의 설립자들뿐만 아니라 많은 저명한 학자들은 악기의 합법성과 사용에 대해 토론했다. 예를 들어, 학자인 아부 하니파와 연관된 하나피 사상 학파에 따르면, 만약 어떤 사람이 신으로부터 사람들을 돌리기 위해 악기를 연주하는 것으로 알려져 있다면, 그들의 증언은 받아들여지지 않을 것이다. 음악은 허용되지 않는다.
수니파 학문의 정통 하디스 사히 알부하리에 따르면, 무함마드는 악기가 죄악이라고 가르쳤다.

아부 아미르 또는 아부 말리크 알 아샤리는 무함마드의 말을 들었다고 말했다. 또 어떤 백성은 산기슭에 머물다가, 저녁때가 되면, 그들의 목자가 양과 함께 그들에게 와서, 무엇을 달라고 청할 것이다. 그러나 그들은 그에게 내일 우리에게로 돌아가라고 말할 것이다. 알라께서는 밤에 그들을 멸하시고, 산이 그들 위에 떨어지게 하실 것이며, 나머지 사람들은 원숭이와 돼지로 변하게 하실 것이며, 그들은 부활하는 날까지 그대로 있을 것이다.

하지만, 같은 책에서 음악이 허용되었다는 증거도 있다. 아이샤가 말했다.
아부 바크르가 내 집에 왔다. 두 명의 작은 안사리 소녀가 내 옆에서 부아스 날에 관한 안사르의 이야기를 노래하고 있었다. 그리고 그들은 가수가 아니었다. 아부 바크르는 "알라의 전령의 집에 있는 사탄의 악기!"라고 항의하듯 말했다. 모든 나라에 대한 ID가 있고 이것이 우리의 ID이다.
이맘 알-가잘리와 같은 수많은 이슬람 역사학자들도 노래들이 하라암을 홍보하지 않는 한 악기가 사용될 수 있다고 말했다.

## 현대적 해석
새로운 세대의 나시드 예술가들은 그들의 예술에 매우 다양한 악기를 사용한다. 많은 새로운 나시드 가수들은 아랍인이 아니며 다른 언어로 노래한다. 일부 나시드 밴드는 네이티브 딘, 아웃랜디시, 라이한이다.  다른 잘 알려진 예술가로는 아흐메드 부하티르, 유수프 이슬람(옛 이름은 캣 스티븐스), 사미 유수프, 주나이드 잠셰드, 마허 자인, 해리스 J, 시에드, 휴무드 알 쿠더, 함자 나미라, 아티프 아슬람, 라에프, 메수트 쿠티스, 미샤인, 라시드, 라시드, 라시드 등이 있다.
인도 아대륙에서 콰왈리는 우르두의 이슬람교와 영성의 관계로 유명하다. 불라이 샤, 카비르 싱, 바바 파레드와 같은 많은 영적인 남자들이 펀자비, 사라이키, 우르두에서 이슬람의 메시지를 전파했다고 한다.
콰왈리의 그랜드 마스터는 우스타드(스승이나 스승에게 경의를 표하는 형식) 누스라트 파테 알리 칸과 라하트 파테 알리 칸이라고 한다.
나시드 예술가들은 전 세계 이슬람 관객들에게 어필하며 ISNA를 포함한 이슬람 축제(예: Mawlid), 회의, 콘서트, 쇼에서 공연할 수 있다. 나시드 예술가와 같은 다른 예술가들과 단체들은 Nasheed에서 악기 사용이 증가하는 현재의 트렌드와는 다른 악기 없는 입장을 홍보한다.

## 같이 보기
- 하람
- 마울리드
- 아랍 음악

## 추가 자료
- Thibon, Jean-Jacques, Inshad, in Muhammad in History, Thought, and Culture: An Encyclopedia of the Prophet of God (2 vols.), Edited by C. Fitzpatrick and A. Walker, Santa Barbara, ABC-CLIO, 2014, Vol. I, pp. 294–298. ISBN 1610691776